# Eva McKenzie
Pour les articles homonymes, voir McKenzie.
Eva McKenzie, née Eva Belle Heazlit, le 5 novembre 1889 à Toledo (Ohio) aux États-Unis, morte le 15 septembre 1967 à Hollywood aux États-Unis, est une actrice américaine du cinéma muet et des premiers films sonores.
Elle apparaît dans 129 films, dont de nombreux westerns, entre 1915 et 1944.
Elle épouse Robert McKenzie (en) avec qui elle a trois enfants : Ida, Ella et Fay (en). Eva et Robert apparaissent tous les deux dans le film de 1944, The Yoke's on Me (en).

## Filmographie
La filmographie d'Eva McKenzie, comprend les films suivants :
- 1915 : A Coat Tale
- 1915 : How Slippery Slim Saw the Show
- 1915 : Broncho Billy's Word of Honor
- 1915 : A Hot Finish
- 1915 : Her Realization
- 1915 : Snakeville's Twins
- 1915 : The Bell-Hop
- 1915 : Broncho Billy Steps In
- 1915 : Broncho Billy's Marriage
- 1915 : Her Return
- 1915 : A Quiet Little Game
- 1915 : The Convict's Threat
- 1915 : Snakeville's Weak Women
- 1915 : Broncho Billy, Sheepman
- 1915 : Broncho Billy's Parents
- 1915 : When Snakeville Struck Oil
- 1915 : Broncho Billy Evens Matters
- 1915 : The Night That Sophie Graduated
- 1915 : Too Much Turkey
- 1915 : It Happened in Snakeville
- 1915 : Broncho Billy's Love Affair
- 1915 : The Escape of Broncho Billy
- 1915 : A Christmas Revenge
- 1916 : Her Lesson
- 1916 : The Book Agent's Romance
- 1916 : The Man in Him
- 1916 : A Safe Proposition
- 1916 : A Waiting Game
- 1916 : Taking the Count
- 1917 : Two Laughs
- 1917 : Neptune's Naughty Daughter
- 1917 : Her Bareback Career
- 1918 : Ash-Can Alley
- 1920 : The One Best Pet
- 1921 : Beat It
- 1921 : Ladies' Pets
- 1923 : Paging Love
- 1931 : The Virtuous Husband
- 1932 : Night Court
- 1932 : Trouble in Paradise
- 1933 : Made on Broadway
- 1933 : Hold Your Man
- 1933 : The Fiddlin' Buckaroo
- 1933 : Rainbow Ranch
- 1933 : The Fighting Parson
- 1933 : Gordon of Ghost City
- 1934 : Boss Cowboy
- 1934 : The Old Bugler
- 1934 : Lighting Bill
- 1934 : Ferocious Pal
- 1934 : The Woman Condemned de Dorothy Davenport
- 1934 : Thunder Over Texas
- 1934 : The Fighting Trooper
- 1934 : Gunfire
- 1935 : Arizona Bad Man
- 1935 : Carnival
- 1935 : Born to Battle
- 1935 : The Silver Bullet
- 1935 : The Outlaw Deputy
- 1935 : The Man from Guntown
- 1935 : The Pace That Kills
- 1935 : Lawless Riders
- 1935 : Thunderbolt
- 1936 : The Mysterious Avenger (en)
- 1936 : Lucky Terror (en)
- 1936 : The Cowboy and the Kid
- 1936 : Guns and Guitars
- 1936 : The Phantom Rider
- 1936 : The Unknown Ranger
- 1936 : Deux Nigauds cow-boys (titre original : Ride 'Em Cowboy)
- 1936 : Oh, Duchess!
- 1936 : Four Days' Wonder
- 1936 : With Love and Kisses
- 1937 : Knee Action
- 1937 : Ranger Courage
- 1937 : Grips, Grunts and Groans (en)
- 1937 : The Devil Diamond (en)
- 1937 : Dick Tracy
- 1937 : Git Along Little Dogies (en)
- 1937 : Stuck in the Sticks
- 1937 : Gunsmoke Ranch (en)
- 1937 : Reckless Ranger
- 1937 : Lodge Night (en)
- 1937 : The Wrong Miss Wright
- 1937 : The Devil Is Driving (en)
- 1937 : The Rangers Step In
- 1937 : Small Town Boy (en)
- 1937 : Where Trails Divide
- 1937 : Thunder Trail (en)
- 1937 : Tex Rides with the Boy Scouts (en)
- 1937 : Boy of the Streets
- 1937 : The Singing Outlaw (en)
- 1937 : Assassin of Youth (en)
- 1938 : Border Wolves
- 1938 : Topa Topa
- 1938 : Gun Law
- 1938 : The Soul of a Heel
- 1938 : Pioneer Trail
- 1938 : Vous ne l'emporterez pas avec vous (titre original : You Can't Take It with You)
- 1938 : Juvenile Court
- 1938 : Stage Fright
- 1938 : Beaux and Errors
- 1938 : The Nightshirt Bandit
- 1938 : Tarnished Angel (en)
- 1938 : A Nag in the Bag
- 1938 : Ghost Town Riders
- 1938 : Shine On, Harvest Moon (en)
- 1939 : Romance of the Redwoods
- 1939 : Almost a Gentleman
- 1939 : The Night Riders
- 1939 : Inside Information
- 1939 : Unexpected Father (en)
- 1939 : Rattling Romeo
- 1939 : Feathered Pests
- 1939 : Oily to Bed, Oily to Rise (en)
- 1939 : Little Accident
- 1939 : Missing Evidence
- 1939 : L'Étonnant M. Williams (titre original : The Amazing Mr. Williams)
- 1939 : Andy Clyde Gets Spring Chicken
- 1940 : Pardon My Berth Marks
- 1940 : Triple Justice (en) de David Howard
- 1942 : À nous la marine
- 1942 : Olaf Laughs Last
- 1943 : Here Comes Mr. Zerk
- 1943 : You Dear Boy!
- 1944 : Wells Fargo Days
- 1944 : The Yoke's on Me (en)
- 1944 : Gold Is Where You Lose It
- 1944 : Heavenly Days